# EWA Air
EWA Air ist eine französische Fluggesellschaft mit Sitz in Pamandzi auf Mayotte und Basis auf dem Flughafen Dzaoudzi Pamandzi. Sie ist eine Tochtergesellschaft der Air Austral.

## Flugziele
EWA Air bietet Flüge nach Madagaskar, Tansania und Mosambik sowie auf die Komoren an.

## Flotte
Mit Stand Mai 2025 besteht die Flotte der EWA Air aus zwei Flugzeugen mit einem Durchschnittsalter von 6,4 Jahren:
| Flugzeugtyp | Luftfahrzeugkennzeichen | Anmerkungen | Sitzplätze |
| ----------- | ----------------------- | ----------- | ---------- |
| ATR 72-600  | F-OJMZ                  |             | 64         |
| ATR 72-600  | F-OJZA                  |             | 64         |

Von 2021 bis 2023 wurde außerdem eine Boeing 737-800 betrieben.